# Hymeniacidon centrotyla
Hymeniacidon centrotyla är en svampdjursart som beskrevs av Jörn Hentschel 1914. Hymeniacidon centrotyla ingår i släktet Hymeniacidon och familjen Halichondriidae. Inga underarter finns listade i Catalogue of Life.